# Balapur
Balapur es una ciudad y  municipio situada en el distrito de Akola en el estado de Maharashtra (India). Su población es de 44594 habitantes (2011). 

## Demografía
Según el censo de 2011 la población de Balapur era de 44594 habitantes, de los cuales 22909 eran hombres y 21685 eran mujeres. Balapur tiene una tasa media de alfabetización del 89,25%, superior a la media estatal del 82,34%: la alfabetización masculina es del 91,75%, y la alfabetización femenina del 86,60%.